# Чернухина (Иркутская область)
Чернухина — деревня в Черемховском районе Иркутской области России. Входит в состав Булайского муниципального образования. Находится примерно в 14 км к юго-западу от районного центра.

## Население
| 2002 | 2010 | 2011 | 2012 |
| ---- | ---- | ---- | ---- |
| 93   | ↘80  | →80  | ↗83  |

Гендерный состав
По данным Всероссийской переписи, в 2010 году в деревне проживало 80 человек (40 мужчин и 40 женщин).